# Zhu Xiping
Zhu Xiping chinesisch 朱熹平, Pinyin Zhū Xīpíng, W.-G. Chu Hsi-p`ing; (* 7. Juni 1962) ist ein chinesischer Mathematiker, der sich mit Differentialgeometrie befasst.
Zhu studierte an der Sun-Yat-sen-Universität (Guangdong) (Bachelor 1982, Master-Abschluss 1984) und wurde 1989 am Wuhan-Forschungszentrum der Chinesischen Akademie der Wissenschaften promoviert. Er ist Professor an der Sun Yat-sen Universität und Direktor des dortigen Instituts für Mathematik und Informatik. Zurzeit ist er auch an der Harvard University.
Zhu war mit Cao Huaidong Teil eines der drei Teams, die Grigori Perelmans Beweis der Poincaré-Vermutung überprüften, ausarbeiteten und vervollständigten. Cao und Zhu veröffentlichten als erste den Beweis in einem internationalen Mathematik-Journal.
2004 erhielt er auf dem 3. Internationalen Kongress Chinesischer Mathematiker (ICCM) die Morningside Medal in Silber, 2016 den Chern-Preis.

## Schriften
- mit Chen: Complete Riemannian manifolds with pointwise pinched curvature. Invent. Math. 140 (2000), no. 2, 423–452
- mit Chou: The curve shortening problem. Chapman & Hall/CRC, Boca Raton, FL, 2001. ISBN 1-58488-213-1
- mit Cao: A complete proof of the Poincaré and geometrization conjectures—application of the Hamilton-Perelman theory of the Ricci flow. Asian J. Math. 10 (2006),  no. 2, 165–492.
- mit Chen: Uniqueness of the Ricci flow on complete noncompact manifolds. J. Differential Geom. 74 (2006), no. 1, 119–154.